# Xian de Licheng
Pour les articles homonymes, voir Licheng.
Le xian de Licheng (黎城县 ; pinyin : Líchéng Xiàn) est un district administratif de la province du Shanxi en Chine. Il est placé sous la juridiction de la ville-préfecture de Changzhi.

## Démographie
La population du district était de 156 716 habitants en 1999.